# ابو حمزه المصری

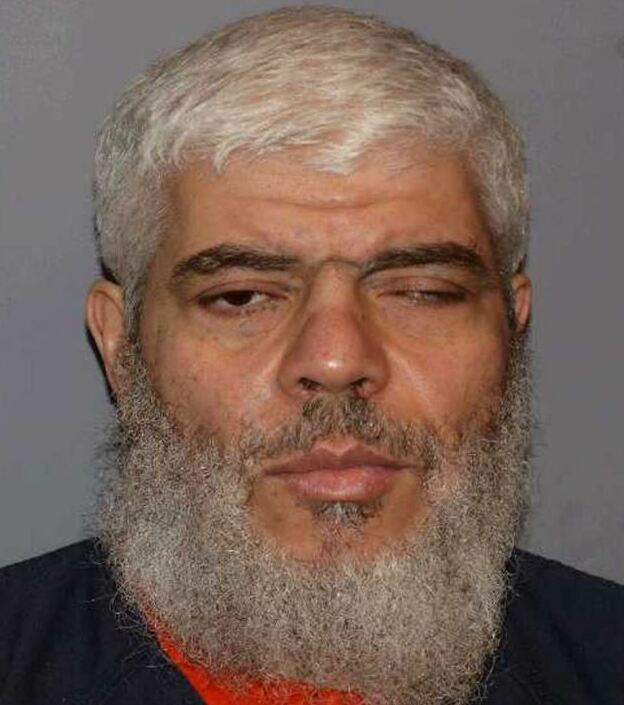
ابوحمزه المصری

شیخ ابو حمزه المصری (زادهٔ ۱۵ آوریل ۱۹۵۸ در اسکندریه، مصر) روحانی مسلمان مصری با تابعیت بریتانیایی است که از مه ۲۰۰۴ تاکنون در زندان بلمارش در بریتانیا به سر می‌برد. او در ۷ فوریه ۲۰۰۶ به ۱۱ جرم مختلف که اکثراً شامل کشتن غیرمسلمانان و برانگیختن نفرت قومی بودند به ۵۷ سال و ۱۱ ماه زندان محکوم شد.
او سابقه زندانی شدن در یمن و شرکت در جنگ بوسنی و افغانستان را نیز دارد و مدتی پیش‌نماز مسجد فینزبری پارک در شمال لندن بود. دولت‌های آمریکا و یمن خواهان استرداد او بودند و ابوحمزه المصری پس از طی شدن هشت سال روند قضایی، سرانجام شامگاه ۱۴ مهر ۱۳۹۱ (۵ اکتبر ۲۰۱۲) به همراه چهار متهم دیگر از سوی بریتانیا به ایالات متحده مسترد شد.

## زندگی
ابوحمزه در خانواده کارمند طبقه متوسطی در اسکندریه مصر به دنیا آمد. در ۱۹۷۹ با روادید تحصیلی به بریتانیا رفت و به تحصیل در رشته مهندسی اجتماعی در دانشکده فنی برایتون پرداخت. او در ۱۶ مه ۱۹۸۰ با والری تاوارسو (در حال حاضر فلمینگ) یک کاتولیک مسلمان‌شده ازدواج کرد و از او صاحب یک فرزند شد. این در حالی بود که والری تا سال ۱۹۸۲ از همسر سابقش طلاق نگرفته بود و ازدواج آن‌ها باطل بود. به همین دلیل او در ۱۹۸۴ همسرش را طلاق داد. این درحالی بود که او سه سال بعد از ازدواج با توجه به قوانین بریتانیا تابعیت این کشور را کسب کرد. مشخص نیست آیا او از شوهر داشتن همسرش باخبر بوده یا خیر. اگر او از این موضوع اطلاع داشته باشد، تابعیت او قابل بازپس‌گیری است.
ابوحمزه سپس به مصر بازگشت و بعداً در یمن به جرم شرکت در یک عملیات بمب‌گذاری به سه سال زندان محکوم شد.
او در دهه ۱۹۹۰ با نام مستعار آدم امان در بوسنی به همراه مجاهدین عرب علیه صرب‌ها می‌جنگید.

## مجروحیت
در سال ۱۹۹۳ در افغانستان هر دو دست و چشم چپش را از دست داد. او سانحه‌ای که منجر به معلولیت او شد را انفجار مین در هنگام خنثی‌سازی مین‌هایی که توسط شوروی‌ها کاشته شده بودند، ذکر می‌کند. اما در یک برنامه خبری ویژه بی‌بی‌سی در ۱۶ نوامبر ۲۰۰۶ یک جاسوس مراکشی-فرانسوی با نام عمر الناصری روایت دیگری را در این مورد نقل کرده‌است. ناصری گفت که از یکی از استادانش در افغانستان شنیده‌است که ابوحمزه بر اثر انفجار نیتروگلیسرین (نوعی ماده منفجره) در یک اردوگاه تمرینی القاعده در افغانستان دستانش را از دست داده و خود او (استاد عمر نصیری) در هنگام انفجار یادشده در آن‌جا بوده‌است.

وی در جلسه دادگاه خود که در مه ۲۰۱۴ در ایالات متحده برگزار شد ادعا کرد که پیش از اینکه یک مسلمان تندرو شود، مدیر یک باشگاه رقاصی برهنه در محله سوهو لندن بوده و برای سرویس اطلاعات داخلی بریتانیا یا ام آی ۵ کار میکرده است. المصری ادعا کرده است که ماموریت وی "امن نگاه داشتن خیابان های لندن" بوده است.